# Саперно-Слобідський провулок
Сапе́рно-Слобі́дський провулок — зниклий провулок, що існував у Московському (тепер Голосіївському районі) міста Києва, місцевість Саперна слобідка, неподалік від Московської (тепер Деміївської площі). Пролягав від Саперно-Слобідської вулиці, на самому її початку, приблизно де зараз знаходиться будинок № 8; ймовірно, що на місці провулка побудований автозаправний комплекс по проспекту Науки, № 5. Закінчувався тупіком, був забудований малоповерховою приватною забудовою. 

## Історія
Виник у середині XX століття під назвою Нова вулиця. Назву Саперно-Слобідський провулок набув 1955 року. Обслуговувався відділенням зв'язку 252039 (тепер 03039). Ліквідований у зв'язку зі знесенням старої забудови та переплануванням на початку 1980-х років, тоді, коли почалася реконструкція Саперно-Слобідської вулиці та будівництво транспортної розв'язки на стику Саперно-Слобідської вулиці і проспекту Науки.